# 538 Groep
De 538 Groep (uit te spreken als 'Vijf-Drie-Acht-Groep') was een radiobedrijf van Talpa Media, waarin diverse radio- en televisieactiviteiten waren ondergebracht. De groep werd opgericht op 1 januari 2012, als gevolg van een overname van Radio 538 door Talpa van RTL Nederland. Het bedrijf volgde daarmee Talpa Radio op. Per 1 oktober 2016 vormde het met de Sky Radio Group een gezamenlijk bedrijf. Per 9 januari 2017 gingen beide bedrijven verder als Talpa Radio.

## Radiozenders

### Ether
- Radio 538, 2012-2017
- Radio 10 Gold 2012-2013, (in deal als Radio 10 verkocht aan RadioCorp. Vanaf 3 oktober 2016 werd Radio 10 weer onderdeel tot invoering Talpa Radio.)
- SLAM!, 2012-2016 (per 3 oktober 2016 verkocht aan RadioCorp.)

### Internetstations
Deze zenders hoorden tot 2017 bij de 538 Groep.
- 538 Non Stop
- 538 Pop
- 538DanceDepartment
- 538 Global Dance Chart
- 538 Top 40
- 538Party
- 538Hitzone
- TVOH Radio (alleen in een bepaalde periode wanneer The Voice of Holland op de televisie is.)
- Radio 10 Guilty Pleasures
- Radio 10 60s & 70s Hits
- Radio 10 80s Hits
- Radio 10 90s Hits
- Radio 10 #1 Hits
- Radio 10 Rock Hits
- Radio 10 Love Songs
- Radio 10 Disco Hits
- Radio 10 Film Hits
- Let's Dance

## Televisiezenders
- TV 538 (2012-2017)
- Slam!TV, (2012-2016)

## Evenementen
- 538 Events